# Camillo Praschniker
Camillo Praschniker (Bécs, 1884. október 13. – Bécs, 1949. október 1.) osztrák régész, ókortudós.

## Életútja
Az innsbrucki, bécsi és berlini egyetemeken tanult klasszika-filológiát és ókori régészetet. Berlinben tanárai között volt Reinhard Kekulé von Stradonitz, Hermann Winnefeld, Ulrich von Wilamowitz-Moellendorff és Heinrich Wölfflin. Diplomáját 1908-ban Innsbruckban szerezte meg. 1908 és 1910 között az Osztrák Régészeti Intézet (ÖAI) ösztöndíjával Olaszországban, Görögországban és Kis-Ázsiában járt tanulmányúton. 1912-ben az ÖAI titkárává nevezték ki, a tisztséget 1920-ig töltötte be.
1913–1914-ben az Osztrák Tudományos Akadémia megbízásából a teológus Ernst Sellinnel együtt Palesztinában végzett ásatásokat (Szikem, Náblusz). 1916-ban Albánia és Montenegró területén folytatott régészeti feltárásokat. Albániában hat szakemberből álló csapata élén végzett régészeti munkát a Shkodra és Fier közötti területen, 1918-as visszatérésekor Apollóniában és Mallakastra vidékén. 1922-ben a Bécsi Egyetemre nevezték ki tanársegédnek, majd a rákövetkező évben egyetemi tanári címmel Wilhelm Kleintől vette át a Prágai Német Egyetem régészeti tanszékének vezetését. 1926–1927-ben Ernst Sellinnel együtt visszatért Palesztinába, szikemi ásatásaik helyszínére, és tovább folytatták a feltárómunkát. A Jénai Egyetemen töltött rövid kitérőt (1930) követően hazaköltözött Bécsbe, ahol 1934-ben Emil Reisch utódaként ismét az egyetemen kapott tanári állást, valamint a régészeti és epigráfiai szeminárium vezetője lett. 1935-ben az Osztrák Régészeti Intézet tiszteletbeli igazgatója lett.
1933 és 1935 között Epheszoszban végzett ásatásokat, majd 1935 után Karintia régészeti feltérképezésében vett részt. Max Theuer építész közreműködésével kutatásokat végzett Törökországban, az ókori belevi mauzóleum területén.

## Főbb munkái
- Archäologische Forschungen in Albanien und Montenegro (’Régészeti kutatások Albániában és Montenegróban’) 1919, Arnold Schoberral
- Muzakhia und Malakastra: Archäologische Untersuchungen in Mittelalbanien (’Myzeqeja és Malakastra: Régészeti kutatások Közép-Albániában’), 1920
- Kretische Kunst (’Krétai művészet’), 1921
- Parthenonstudien (’Parthenón-tanulmányok’), 1928
- Zur geschichte des Akroters (’Az akrótérion történetéhez’), 1929
- Die Versuchsgrabung 1948 auf dem Magdalensberg (’Az 1948. évi magdalensbergi ásatások’), 1949[8]

## Fordítás
Ez a szócikk részben vagy egészben  a   Camillo Praschniker című angol Wikipédia-szócikk ezen változatának fordításán alapul.  Az eredeti cikk szerkesztőit annak laptörténete sorolja fel. Ez a jelzés csupán a megfogalmazás eredetét és a szerzői jogokat jelzi, nem szolgál a cikkben szereplő információk forrásmegjelöléseként.